# 貓願三角戀
《貓願三角戀》（日语：にゃんこい！）是藤原里的日本漫畫作品，自2007年8月10日開始在Flex Comix出版的網路漫畫雜誌《FlexComix Blood》上面連載，已經出刊6冊單行本。
2009年3月12日發行第3冊時發表電視動畫的計畫，並在2009年10月至12月在TBS系列電視台上播放全12集。

## 故事簡介
「如果不幫貓實現100個願望的話，你……會變成貓哦！！」
非常討厭貓並且對貓過敏的高中生潤平，因為不小心觸怒貓地藏，結果身體變成了可以懂貓話的體質。在幫貓完成願望的時候，與青梅竹馬的少女、稍微年長的姐姐的關係時好時壞。有的時候又被單戀的天然美少女楓誤會，有的時候還要被家裡的貓姆薩斯罵。
胖貓加上男高中生加上美少女們，這部作品就是在這些基本元素下展開了校園喜劇。

## 出場人物

### 常磐高中
高坂潤平（聲：淺沼晉太郎）
男主角，雖然有著對貓過敏的體質，但家庭成員也喜歡貓的關係，而飼養了貓姆薩斯，因為踢斷了貓地藏的頭身體變成了可以聽懂貓話的體質。在開學禮上，開始對水野楓有好感，但是卻因此時常遭受不幸而不自覺的人，從貓詛咒事件後，開始不同新生活。
水野楓（聲：井口裕香）
女主角，潤平的同班同學，天然系的女孩子，時常不經意就會傷害人的笨大姐，其初次登場就對男主角進行人道消滅酷刑。喜歡的貓咪，但家裏養狗，所以不太清楚貓的飼養方法，剛開始常對貓咪進行自我滿足式的精神虐待而不自覺，時常不經意讓兩位女主角暴走，常常讓潤平遭遇不幸的禍源，對潤平似乎抱有好感，社團為田徑社。
住吉加奈子（聲：白石涼子）
第二女主角，於第一次校內活動時濃妝登場，與潤平打鬧後意外被水淋濕，其後展現卸妝清秀樣貌且擁有傲人D罩杯身材，潤平的青梅竹馬兼同班同學。雖然平時看來是冤家，其實對於潤平十分注意，尤其是有女生在潤平身邊時。當看到野貓，就算再逞強也會表現出可愛和溫柔的一面，喜歡潤平但是十分的不坦率，對潤平十分的守護，總是拯救潤平。
一之瀬凪（聲：小林優）
第三女主角，田徑社的社長，喜歡追求美麗的事物，出生於極道家庭。被初戀對象說很像男人之後越來越偏向男子行為，常被誤認為男生，其實是有軟弱的一面，直至與潤平在房間獨處時，被確認為女性，貧乳尺寸且害怕打雷，對潤平有好感，在遊樂園時曾經要求潤平跟她訂婚，認為潤平是命中注定之人。
桐島琴音（聲：戶松遙）
男主角的學妹，住持的女兒之一，雙胞胎中的姐姐。頭上綁的是黑色的髮圈。為電波系，喜歡不幸的人。喜歡潤平，第一次在學校就給情書告白。
桐島朱莉（聲：戶松遙）
住持的女兒之一，雙胞胎中的妹妹。頭上綁的是白色的髮圈，喜歡潤平，但相當傲嬌。
遠藤晴彥（聲：福山潤）
御宅族一名，喜歡雙馬尾，潤平的國小同學，對校內女生的情報都很清楚。
川村晃太（聲：前野智昭）
潤平的國小同學，社團為籃球社，似乎有女友。
太田榮子（聲：山口理惠）

橋本雛子（聲：福井裕佳梨）

伊藤謙（聲：川原慶久）

### 其他人物
望月千鶴（聲：佐藤利奈）
在郵局打工的大三女生，但卻是個極品路癡，是個經常在送郵件時迷路而讓人頭疼的人。性格非常開朗而且好說話，有偶爾會說些輕度性騷擾的話，亦有大叔的一面。因為送郵件而與潤平結識，對潤平抱有好感，有時會對潤平做些過于親暱的動作。
桐島啓造（聲：小杉十郎太）
50歲，貓地藏旁邊升福寺的主持，實際上是個“酒肉和尚”（小玉語）。雙胞胎姐妹的父親，已經離婚。
高坂鈴（聲：中尾衣里）
潤平的妹妹，高坂家的開心果，與哥哥潤平始終是不即不離的關係。超級喜歡貓，偶爾會嘲笑一下對貓過敏的哥哥。
爺（聲：矢部雅史）
一之瀬家族中照顧凪日常生活的管家，本名不知。右頰上有傷疤。
一之瀬龍
凪的哥哥，有些腹黑，性格與凪相似。

### 貓
（聲：田中敦子）
（聲：福山潤）
（聲：榊原由依）

（聲：福井裕佳梨）
（聲：遊佐浩二）

## 出版書籍

### 舊版
| 冊數 | Flex Comix    | Flex Comix                                              | 東立出版社     | 東立出版社             |
| 冊數 | 發售日期      | ISBN                                                    | 發售日期       | ISBN                   |
| ---- | ------------- | ------------------------------------------------------- | -------------- | ---------------------- |
| 1    | 2008年5月25日 | ISBN 978-4-7973-4796-8                                  | 2009年3月2日   | ISBN 978-986-10-2770-8 |
| 2    | 2008年9月20日 | ISBN 978-4-7973-5016-6                                  | 2009年12月15日 | ISBN 978-986-10-2771-5 |
| 3    | 2009年3月20日 | ISBN 978-4-7973-5352-5                                  | 2010年1月19日  | ISBN 978-986-10-3514-7 |
| 4    | 2009年9月20日 | ISBN 978-4-7973-5613-7 ISBN 978-4-7973-5614-4（限定版） | 2012年1月5日   | ISBN 978-986-10-4457-6 |
| 5    | 2010年3月20日 | ISBN 978-4-7973-5898-8                                  | 2012年2月6日   | ISBN 978-986-10-5495-7 |

### 再版
- 發行：Flex Comix / 發售：Holp出版 〈Flex Comix〉→〈Meteor COMICS〉、共6卷

| 1 | 2012年2月1日   | ISBN 978-4-593-85586-5                                            | 不適用       | 不適用                 | 不適用 | 不適用 | 不適用 |
| 2 | 2012年2月1日   | ISBN 978-4-593-85587-2                                            | 不適用       | 不適用                 | 不適用 | 不適用 | 不適用 |
| 3 | 2012年2月1日   | ISBN 978-4-593-85588-9                                            | 不適用       | 不適用                 | 不適用 | 不適用 | 不適用 |
| 4 | 2012年2月1日   | ISBN 978-4-593-85589-6（通常版） ISBN 978-4-593-85590-2（限定版） | 不適用       | 不適用                 | 不適用 | 不適用 | 不適用 |
| 5 | 2012年2月1日   | ISBN 978-4-593-85591-9                                            | 不適用       | 不適用                 | 不適用 | 不適用 | 不適用 |
| 6 | 2014年10月20日 | ISBN 978-4-593-85790-6                                            | 2019年1月3日 | ISBN 978-986-382-321-6 |        |        |        |

## 電視動畫
2009年10月1日在TBS、MBS、CBC、BS-TBS播放。全12話。
第12話中同時宣布第二季製作決定。

### 工作人員
- 原作：藤原里
- 企劃：村上仁之、古川陽子、三浦亨、高倉誠司、太布尚弘
- 準製作人：田中潤一朗、中村伸一、黄樹弐悠、岡田尚子、藤田朋洋
- 監督：川口敬一郎
- 系列構成：猪爪慎一
- 人物設計：森田和明
- 猫作画监督：山根理宏
- Producer：川口理惠
- 美術監督：小坂部直子
- 色彩設計：鈴城
- 攝影監督：加藤友宜
- 音樂：大川茂伸、三輪学
- 音響監督：飯田里樹
- 動作製作：AIC
- 製作協力：波麗佳音、AIC、Flex Comix、Movic
- 製作：猫愿三角恋制作委员会、TBS

### 主題曲
片頭曲
作詞：榊原由依，作曲：須田悦弘，編曲：大島こうすけ，歌：榊原由依
片尾曲
作詞：沢村竣，作曲、編曲：南利一，歌：今井麻美
插入歌
（第1～12話）
作詞：漆野淳哉，作曲、編曲：久德貞幸，歌：榊原由依、今井麻美、福井裕佳梨
（第1～12話）
作詞：漆野淳哉，作曲：Traditional，編曲：悠木真一，歌：榊原由依
（第1、4、12話）
作詞：漆野淳哉，作曲、編曲：鳥海剛史，歌：今井麻美
（第11話）
作詞：森下香織，作曲：南利一，編曲：悠木真一，歌：（小林優）

### 各話列表
| 話數 | 日文標題 | 中文標題              | 劇本     | 分鏡       | 演出       | 作畫監督                     |
| ---- | -------- | --------------------- | -------- | ---------- | ---------- | ---------------------------- |
| 1    |          | 醜貓和 被詛咒的高中生 | 猪爪慎一 | 川口敬一郎 | 川口敬一郎 | 佐光幸惠                     |
| 2    |          | 那個男人是僕人？      | 猪爪慎一 | 川口敬一郎 | 橋口洋介   | 合田浩章                     |
| 3    |          | 你的名字是            | 猪爪慎一 | 鈴木卓夫   | 鈴木卓夫   | 山川宏治                     |
| 4    |          | 美麗的人              | 筆安一幸 | 中村憲由   | 中野英明   | 藤原未來夫 岩岡優子          |
| 5    |          | 四角關係的雕刻        | 猪爪慎一 | 佐野隆史   | 荒井省吾   | 新井伸浩                     |
| 6    |          | 牛奶&苦藥 &砂糖&香料  | 筆安一幸 | 川口敬一郎 | 岩田義彥   | 山根理宏                     |
| 7    |          | 要一直等到天黑哦♥     | 猪爪慎一 | 渡邊慎一   | 渡邊慎一   | 瀧川和男 大河原晴男 渡邊浩二 |
| 8    |          | 熱血個人教授賽跑手    | 筆安一幸 | 中村憲由   | 星野真     | 古川英樹 竹谷徹平            |
| 9    |          | 女生在游泳池          | 筆安一幸 | 川口敬一郎 | 元永慶太郎 | 小松信                       |
| 10   |          | 某夜之事              | 猪爪慎一 | 佐野隆史   | 矢花馨     | 新井伸浩                     |
| 11   |          | 朋友                  | 猪爪慎一 | 川口敬一郎 | 別所誠人   | 渡邊浩二                     |
| 12   |          | 天國在等待？          | 猪爪慎一 | 川口敬一郎 | 川口敬一郎 | 川村幸祐 山根理宏            |

### 播放電視台
日本深夜動畫：下文記載的日本国内播放時間使用日本標準時間（UTC+9）表示。因為部分時間标识會採用30小时制，因此請留意这类超过24:00的时间，其實際播放時間為翌日清晨。
| 播放地域   | 電視臺              | 播放期間                       | 播放時間                   |
| ---------- | ------------------- | ------------------------------ | -------------------------- |
| 關東廣域圏 | TBS電視             | 2009年10月1日 - 12月17日       | 星期四 25時59分 - 26時29分 |
| 近畿廣域圏 | 每日放送（MBS）     | 2009年10月8日 - 12月24日       | 星期四 25時55分 - 26時25分 |
| 中京廣域圏 | 中部日本放送（CBC） | 2009年10月15日 - 2010年1月14日 | 星期四 26時00分 - 26時30分 |
| 日本全域   | BS-TBS              | 2009年10月31日 - 2010年1月23日 | 星期六 25時00分 - 25時30分 |

## 外部連結
- 在FlexComix的作品介紹（日語）
- 在FlexComix的網誌（日語）
- 在Yahoo!Comic的連載頁面（日語）
- TBS的介紹頁面 （页面存档备份，存于）（日語）